# Енріко Чалдіні
Енріко Чіальдіні (італ. Enrico Cialdini; 8 серпня 1811 — 8 вересня 1892) — італійський генерал, герцог Гаети.

## Біографія

Герб Енріко Чалдіні, герцога Гаетського

Народився в Кастельветро, в провінції Модена, Королівство Італія. Він був сином цивільного інженера і відвідував, але був виключений з єзуїтської школи. У 1831 році він взяв участь у повстанні в Модені, після чого втік до Парижа, звідки вирушив до Іспанії, щоб воювати проти карлістів. Повернувшись до Італії в 1848 році, він командував полком у битві при Новарі. У 1859 році він організував Альпійську бригаду, бився в Битва при Палестро на чолі 4-ї дивізії. Наступного року вторгся до Марке, виграв Битва при Кастельфідардо, взяв Анкону і згодом керував облогою Гаети. Залишившись у Савойській армії, брав участь у складі італійського експедиційного корпусу в Кримській війні в чині генерала.

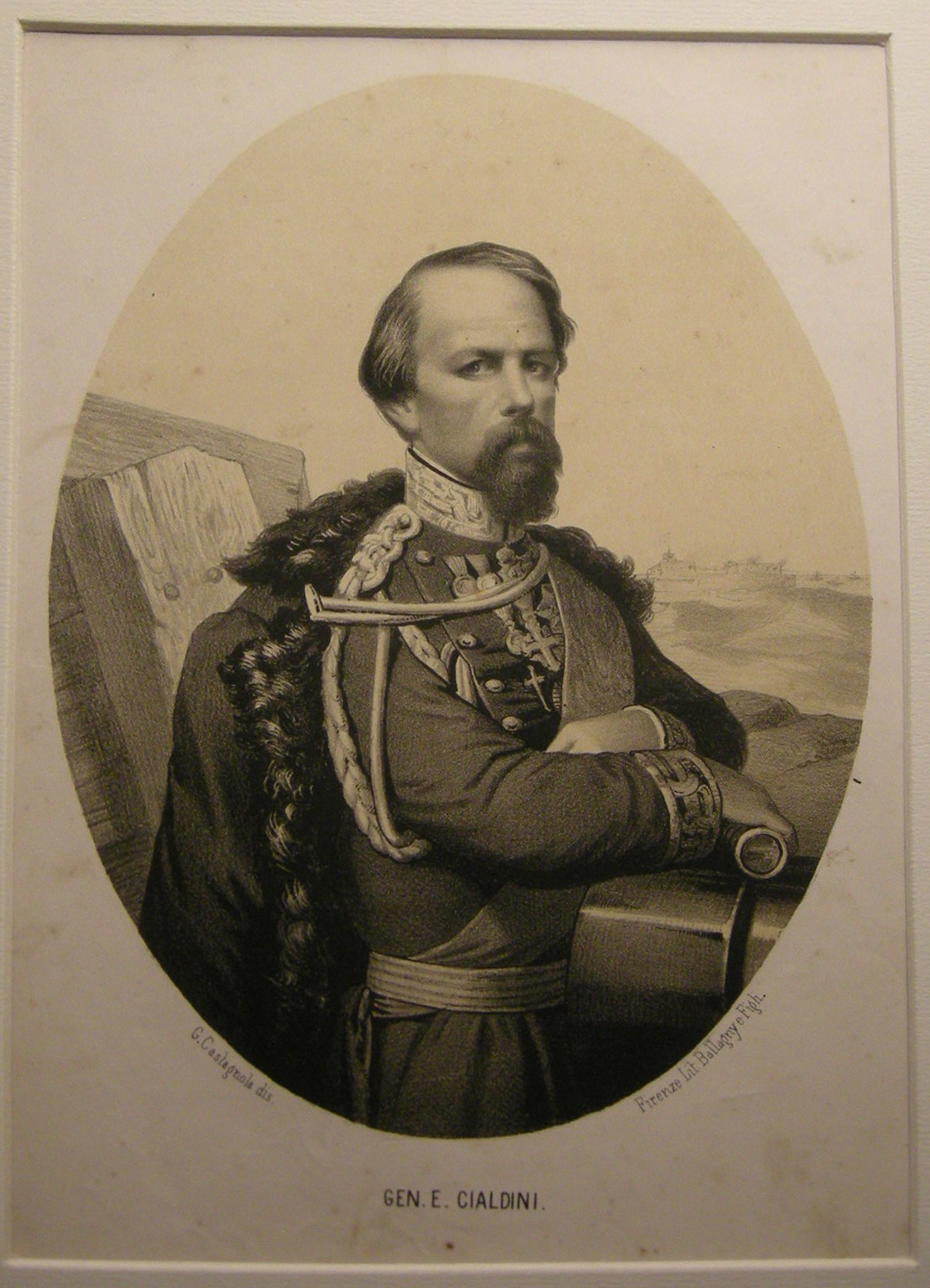
Портрет Енріко Чалдіні з парламенту Королівства Італія, 1861 рік

За ці заслуги король надав йому титул герцога Гаети, і італійський парламент призначив йому пенсію в 10 000 лір. У 1861 році його втручання загострило суперечку між Кавуром і Гарібальді, і лише королівське посередництво запобігло дуелі між ним і Гарібальді. Поставлений командувати військами, відправленими для протидії експедиції Гарібальді 1862 року, він розбив Гарібальді в суперечливій Битва при Аспромонте. У період з 1862 по 1866 рік він обіймав посаду лейтенант-короля в Неаполі, де боровся проти розбійництва в Обох Сициліях, а в 1864 році був призначений сенатором.
З початком Третьої війни за незалежність він знову прийняв командування армійським корпусом, але розбіжності між ним і Альфонсо Ла Мармора зашкодили кампанії та сприяли поразці під Кустоцею. Після війни він відмовився від командування Генеральним штабом, який він хотів зробити незалежним від військового міністерства. У 1867 році він безуспішно намагався сформувати кабінет, достатньо сильний, щоб запобігти загрозі вторгнення Гарібальді до Папської області, а через два роки зазнав невдачі в подібній спробі через розбіжності з Джованні Ланца щодо військових кошторисів.
3 серпня 1870 року він висловився за італійське втручання на допомогу Франції, що підвищило його вплив, коли в липні 1876 року він замінив Костянтино Нігра на посаді посла у Французькій Республіці. Цю посаду він обіймав до 1882 року, коли пішов у відставку через публікацію Паскуале Станіслао Манчіні депеші, в якій він скаржився на зарозуміле ставлення з боку Вільяма Генрі Ваддінгтона.
Помер у Ліворно в 1892 році.

## Нагороди

### Італійські нагороди
- Вищий орден Святого Благовіщення, 1867 рік;
- Орден Святих Маврикія та Лазаря, 1867 рік;
- Пристав Великого хреста Суверенного військового госпітальєрського ордена Мальти;
- Кавалер Великого хреста Військового ордену Савойї, 19 листопада 1860[4];
- Великий офіцер Військового Савойського ордену, 16 січня 1860[4];
- Командор військового Савойського ордену, 12 червня 1856[4];
- Срібна медаль «За військову доблесть»., за збройний конфлікт у Віченці 10 червня 1848 року;
- Срібна медаль «За військову доблесть»., для військових подій Сфорцеска і Новара 21 березня 1849 р.;
- Кримська медаль (Сардинія);
- Медаль Італійської кампанії 1859;
- Пам'ятна медаль за походи Визвольних війн;
- Медаль в пам'ять про об'єднання Італії;

### Іноземні нагороди
- Командор ордена Почесного легіону (Франція);